# 東日本大学バレーボール選手権大会
東日本バレーボール大学選手権大会（ひがしにほんばれーぼーるだいがくせんしゅけんたいかい）は、毎年6月に開催される大学バレーボールの大会である。通称東日本インカレ。
主催は全日本大学バレーボール連盟。共催は北海道大学バレーボール連盟、東北大学バレーボール連盟、北信越大学バレーボール連盟および関東大学バレーボール連盟である。
もともと「関東インカレ」から派生した大会（当該大会に他3学連のチームがオープン参加していた）であるため、開催地は、関東地区（主管が関東学連）となっているが、近年は、北海道学連や東北学連が主管となって開催する年もある。

## 開催方法
6月3週または4週の木曜日から日曜日までの4日間で、トーナメント方式で開催される。

## 出場チーム
上記の大学連盟に所属している大学ならば出場できるオープン大会である。

## 試合会場
主に関東地区の体育館（複数会場）でトーナメント1-3回戦を行い、準々決勝以降は一会場で行われる

## 大会日程
- 第1日 - 木曜日 開会式・トーナメント1回戦
- 第2日 - 金曜日 トーナメント2・3回戦
- 第3日 - 土曜日 準々決勝
- 第4日 - 日曜日 準決勝・決勝・表彰式・閉会式

## 歴代優勝校

### 男子
| 年度   | 回 | 男子         | 男子         | 男子         | 男子         |
| 年度   | 回 | 優勝校       | 準優勝校     | 3位          | 3位          |
| ------ | -- | ------------ | ------------ | ------------ | ------------ |
| 1982年 | 1  | 東海大学     | 法政大学     | 筑波大学     | 順天堂大学   |
| 1983年 | 2  | 法政大学     | 順天堂大学   | 東海大学     | 駒澤大学     |
| 1984年 | 3  | 法政大学     | 東海大学     | 明治大学     | 日本体育大学 |
| 1985年 | 4  | 法政大学     | 早稲田大学   | 順天堂大学   | 東海大学     |
| 1986年 | 5  | 法政大学     | 早稲田大学   | 日本体育大学 | 筑波大学     |
| 1987年 | 6  | 筑波大学     | 法政大学     | 日本体育大学 | 順天堂大学   |
| 1988年 | 7  | 法政大学     | 筑波大学     | 日本体育大学 | 順天堂大学   |
| 1989年 | 8  | 法政大学     | 東海大学     | 日本体育大学 | 中央大学     |
| 1990年 | 9  | 東海大学     | 法政大学     | 筑波大学     | 中央大学     |
| 1991年 | 10 | 法政大学     | 東海大学     | 順天堂大学   | 日本体育大学 |
| 1992年 | 11 | 法政大学     | 東海大学     | 順天堂大学   | 専修大学     |
| 1993年 | 12 | 東海大学     | 亜細亜大学   | 日本体育大学 | 中央大学     |
| 1994年 | 13 | 筑波大学     | 法政大学     | 東海大学     | 順天堂大学   |
| 1995年 | 14 | 亜細亜大学   | 法政大学     | 筑波大学     | 東海大学     |
| 1996年 | 15 | 中央大学     | 筑波大学     | 法政大学     | 日本体育大学 |
| 1997年 | 16 | 法政大学     | 日本体育大学 | 筑波大学     | 中央大学     |
| 1998年 | 17 | 筑波大学     | 法政大学     | 中央大学     | 順天堂大学   |
| 1999年 | 18 | 早稲田大学   | 順天堂大学   | 中央大学     | 筑波大学     |
| 2000年 | 19 | 中央大学     | 筑波大学     | 日本体育大学 | 法政大学     |
| 2001年 | 20 | 筑波大学     | 順天堂大学   | 東海大学     | 中央大学     |
| 2002年 | 21 | 東海大学     | 早稲田大学   | 日本体育大学 | 筑波大学     |
| 2003年 | 22 | 東海大学     | 筑波大学     | 法政大学     | 中央大学     |
| 2004年 | 23 | 東海大学     | 筑波大学     | 中央大学     | 順天堂大学   |
| 2005年 | 24 | 筑波大学     | 中央大学     | 早稲田大学   | 東海大学     |
| 2006年 | 25 | 筑波大学     | 東海大学     | 順天堂大学   | 中央大学     |
| 2007年 | 26 | 中央大学     | 筑波大学     | 早稲田大学   | 東海大学     |
| 2008年 | 27 | 東海大学     | 中央大学     | 国士舘大学   | 早稲田大学   |
| 2009年 | 28 | 東海大学     | 中央大学     | 日本体育大学 | 順天堂大学   |
| 2010年 | 29 | 東海大学     | 中央大学     | 日本体育大学 | 国際武道大学 |
| 2011年 | 30 | 筑波大学     | 日本体育大学 | 慶應義塾大学 | 順天堂大学   |
| 年度   | 回 | 優勝校       | 準優勝校     | 3位          | 4位          |
| 2012年 | 31 | 中央大学     | 東海大学     | 筑波大学     | 慶應義塾大学 |
| 2013年 | 32 | 明治大学     | 日本体育大学 | 早稲田大学   | 順天堂大学   |
| 2014年 | 33 | 専修大学     | 日本体育大学 | 順天堂大学   | 慶應義塾大学 |
| 2015年 | 34 | 早稲田大学   | 東海大学     | 順天堂大学   | 東京学芸大学 |
| 2016年 | 35 | 日本体育大学 | 早稲田大学   | 中央大学     | 東海大学     |
| 2017年 | 36 | 中央大学     | 筑波大学     | 早稲田大学   | 東海大学     |
| 2018年 | 37 | 早稲田大学   | 中央大学     | 明治大学     | 日本体育大学 |
| 2019年 | 38 | 筑波大学     | 青山学院大学 | 中央大学     | 明治大学     |
| 2020年 | 39 | 中止         |              |              |              |
| 2021年 | 40 | 中止         |              |              |              |
| 年度   | 回 | 優勝校       | 準優勝校     | 3位          | 3位          |
| 2022年 | 41 | 東海大学     | 筑波大学     | 専修大学     | 早稲田大学   |
| 2023年 | 42 | 早稲田大学   | 中央大学     | 明治大学     | 東海大学     |
| 年度   | 回 | 優勝校       | 準優勝校     | 3位          | 4位          |
| 2024年 | 43 | 中央大学     | 明治大学     | 筑波大学     | 東京学芸大学 |
| 2025年 | 44 | 筑波大学     | 中央大学     | 順天堂大学   | 東京学芸大学 |

### 女子
| 年度   | 回 | 女子             | 女子             |
| 年度   | 回 | 優勝校           | 準優勝校         |
| ------ | -- | ---------------- | ---------------- |
| 1982年 | 1  | 日本体育大学     | 筑波大学         |
| 1983年 | 2  | 嘉悦女子短期大学 | 日本女子体育大学 |
| 1984年 | 3  | 青山学院大学     | 日本体育大学     |
| 1985年 | 4  | 東海大学         | 東北福祉大学     |
| 1986年 | 5  | 日本体育大学     | 筑波大学         |
| 1987年 | 6  | 東京女子体育大学 | 日本体育大学     |
| 1988年 | 7  | 筑波大学         | 青山学院大学     |
| 1989年 | 8  | 東海大学         | 日本体育大学     |
| 1990年 | 9  | 日本体育大学     | 嘉悦女子短期大学 |
| 1991年 | 10 | 日本体育大学     | 東海大学         |
| 1992年 | 11 | 筑波大学         | 嘉悦女子短期大学 |
| 1993年 | 12 | 東京学芸大学     | 日本体育大学     |
| 1994年 | 13 | 東京学芸大学     | 青山学院大学     |
| 1995年 | 14 | 東海大学         | 嘉悦女子短期大学 |
| 1996年 | 15 | 東北福祉大学     | 東京学芸大学     |
| 1997年 | 16 | 日本女子体育大学 | 東北福祉大学     |
| 1998年 | 17 | 東京学芸大学     | 東海大学         |
| 1999年 | 18 | 筑波大学         | 東北福祉大学     |
| 2000年 | 19 | 東北福祉大学     | 日本女子体育大学 |
| 2001年 | 20 | 日本女子体育大学 | 東海大学         |
| 2002年 | 21 | 東京女子体育大学 | 嘉悦大学         |
| 2003年 | 22 | 東海大学         | 東北福祉大学     |
| 2004年 | 23 | 青山学院大学     | 東北福祉大学     |
| 2005年 | 24 | 青山学院大学     | 早稲田大学       |
| 2006年 | 25 | 青山学院大学     | 嘉悦大学         |
| 2007年 | 26 | 青山学院大学     | 筑波大学         |
| 2008年 | 27 | 嘉悦大学         | 筑波大学         |
| 2009年 | 28 | 東海大学         | 嘉悦大学         |
| 2010年 | 29 | 東海大学         | 嘉悦大学         |
| 2011年 | 30 | 東海大学         | 嘉悦大学         |
| 年度   | 回 | 優勝校           | 準優勝校         |
| 2012年 | 31 | 嘉悦大学         | 青山学院大学     |
| 2013年 | 32 | 東京女子体育大学 | 青山学院大学     |
| 2014年 | 33 | 日本体育大学     | 東海大学         |
| 2015年 | 34 | 日本体育大学     | 東北福祉大学     |
| 2016年 | 35 | 東北福祉大学     | 東海大学         |
| 2017年 | 36 | 筑波大学         | 青山学院大学     |
| 2018年 | 37 | 筑波大学         | 青山学院大学     |
| 2019年 | 38 | 青山学院大学     | 順天堂大学       |
| 2020年 | 39 | 中止             |                  |
| 2021年 | 40 | 中止             |                  |
| 年度   | 回 | 優勝校           | 準優勝校         |
| 2022年 | 41 | 東海大学         | 東京女子体育大学 |
| 2023年 | 42 | 日本体育大学     | 筑波大学         |
| 2024年 | 43 | 日本体育大学     | 青山学院大学     |
| 2025年 | 44 | 筑波大学         | 東海大学         |

### 公式戦
- 西日本大学バレーボール選手権大会（西日本インカレ）
  - 6月第3週か第4週。
  - 男女別れて、関西学連・中国学連で主管する。1年ごとに男女は交替する。
- 東日本大学バレーボール選手権大会（東日本インカレ）
  - 6月第3週か第4週。
  - 共催は、北海道・東北・北信越・関東の 4地方学連。
- 全日本バレーボール大学男女選手権大会
  - 全日本インカレともいわれ、現在は三基商事が大会スポンサーになり「ミキプルーン・スーパーカレッジバレー」という大会名でも呼ばれる。
  - 12月初旬に東京体育館をメイン会場に1週間開催される。

### 参考大会
- 西日本大学バレーボール5学連男女選抜対抗戦（全日本バレーボール学生選抜男女東西対抗戦の後身[5]）
  - 8月下旬に5学連の持ち回りで開催。
  - 主催は、西日本大学バレーボール連盟（西日本の5学連で組織）。
- 全日本大学男子バレーボール東西選抜優勝大会（全日本バレーボール大学男女選手権大会の前身）
  - 7-8月中旬に開催されていた。通称は東西インカレ。2013年度から開催中止[6]。
- 全日本大学女子バレーボール東西選抜優勝大会（全日本バレーボール大学男女選手権大会の前身）
  - 7-8月中旬に開催されていた。通称は東西インカレ。2013年度から開催中止[6]。